# José María Gutiérrez (político)
José María Gutiérrez (Buenos Aires, 20 de junio de 1831 - íd., 26 de diciembre de 1903) fue un educador, editor y político argentino, que ejerció como Ministro de Justicia e Instrucción Pública de la Nación durante las presidencias de Nicolás Avellaneda y Carlos Pellegrini.

## Biografía
Educado en el actual Colegio Nacional de Buenos Aires, inició su carrera pública en 1852, escribiendo para los periódicos que salieron a la luz en los meses siguientes a la Batalla de Caseros. Entre 1854 y 1857 fue secretario del Congreso del Estado de Buenos Aires.
Asistió a la Batalla de Cepeda como secretario del general Bartolomé Mitre. Fue diputado a la Convención Constituyente del año siguiente, y nuevamente secretario de Mitre en la Batalla de Pavón.
En 1862 fundó y editó el diario La Nación Argentina, firme puntal de la política del presidente Mitre. Cuando, en enero de 1870, éste se transformó en el actual diario La Nación, fue su editor en jefe, cargo que ocupó el resto de su vida.
Fue diputado nacional durante la presidencia de Domingo Faustino Sarmiento. A mediados del gobierno del presidente Nicolás Avellaneda se produjo un acercamiento entre los mitristas y el Partido Autonomista Nacional, al cual pertenecía el presidente; como uno de los resultados de esta "Conciliación", Avellaneda nombró a varios ministros mitristas en su gabinete, entre ellos a Gutiérrez, que asumió como ministro de Justicia e Instrucción Pública en junio de 1878. Durante su gestión se continuó la acelerada expansión de la educación primaria pública, con la fundación por parte de los gobiernos provinciales de centenares de escuelas, con ayuda económica y técnica del gobierno nacional. Una ley del año 1878 reglamentó el sistema de evaluación por exámenes en los Colegios Nacionales, permitiendo rendir examen a los alumnos que no hubieran cursado las materias, o las hubiesen cursado en colegios particulares.
Ocupó ese cargo durante algo más de un año, ya que la cercanía de la renovación presidencial generó el rompimiento de la Conciliación; Gutiérrez renunció a su cargo en octubre de 1879, y en la campaña electoral subsiguiente apoyó al gobernador de la provincia de Buenos Aires, Carlos Tejedor.
Fue nuevamente ministro de Justicia e Instrucción durante la presidencia de Carlos Pellegrini, entre su acceso al poder en 1890 y el año siguiente.
En 1895 fue nombrado presidente del Consejo General de Educación de la Nación, cargo que ejerció hasta su fallecimiento, ocurrido en 1903.
Sus restos descansan en el Cementerio de la Recoleta de la ciudad de Buenos Aires.